# Puig de la Verge
El Puig de la Verge és una muntanya de 541 metres que es troba al municipi d'Os de Balaguer, a la comarca catalana de la Noguera.